# Payson (Illinois)
Payson es una villa ubicada en el condado de Adams en el estado estadounidense de Illinois. En el Censo de 2010 tenía una población de 1026 habitantes y una densidad poblacional de 353,7 personas por km².

## Geografía
Payson se encuentra ubicada en las coordenadas 39°49′1″N 91°14′40″O / 39.81694, -91.24444. Según la Oficina del Censo de los Estados Unidos, Payson tiene una superficie total de 2.9 km², de la cual 2.9 km² corresponden a tierra firme y (0%) 0 km² es agua.

## Demografía
Según el censo de 2010, había 1026 personas residiendo en Payson. La densidad de población era de 353,7 hab./km². De los 1026 habitantes, Payson estaba compuesto por el 99.12% blancos, el 0.1% eran afroamericanos, el 0.1% eran amerindios, el 0.1% eran asiáticos, el 0% eran isleños del Pacífico, el 0.29% eran de otras razas y el 0.29% pertenecían a dos o más razas. Del total de la población el 0.49% eran hispanos o latinos de cualquier raza.